# Qpido
"Qpido" (títol original en anglès "Qpid") és el vintè episodi de la quarta temporada de la sèrie de televisió de ciència-ficció estatunidenca Star Trek: La nova generació, i el 94è de tota la sèrie. Es va emetre originalment en redifusió als Estats Units el 22 d'abril de 1991. Va ser dirigit per Cliff Bole.
Ambientada al segle XXIV, la sèrie segueix les aventures de la tripulació de la nau de la Flota Estel·lar de la Federació Enterprise-D sota el comandament del capità Jean-Luc Picard. En aquest episodi el capità Picard i Vash es retroben quan l'Enterprise organitza un simposi d'arqueologia, però les seves personalitats dispars aviat els fan discutir. Hi arriba Q i ofereix fer un favor al capità Picard  tornant a reunir-lo amb  Vash. Quan en Picard rebutja la idea, Q transforma el capità en Robin Hood i l'envia a ell, a en Vash i a diversos membres de l'equip superior d'en Picard al Bosc de Sherwood.

## Argument
El capità Picard està escrivint un discurs que té previst presentar als arqueòlegs que visiten l'USS Enterprise. La consellera Troi li diu que els membres del consell han arribat i se'ls han assignat allotjaments. En Picard torna als seus allotjaments i troba en Vash esperant-lo, i els dos es besen. L'endemà al matí, Picard i Vash comparteixen l'esmorzar quan arriba la Doctora Crusher i s'ofereix a fer una visita guiada de la nau estel·lar a Vash. Vash expressa sorpresa i ofensa perquè el capità no ha esmentat trobada amb ella als seus amics, i l'enfronta a una recepció per als delegats. Picard sosté que les seves responsabilitats professionals li impedeixen parlar de la seva vida personal amb la tripulació; Vash continua ofesa. Després de la recepció, Q torna per agrair al capità Picard que l'hagi salvat a "El déja Q", però Picard rebutja les seves ofertes. En observar la tensa relació de Picard amb Vash, Q decideix ajudar-lo demostrant-li el seu amor per ella.
Mentre en Picard s'adreça als delegats, Q transporta la tripulació del pont a l'Anglaterra medieval. Picard es transforma en Robin Hood i la tripulació del pont en els Alegres Homes. Els soldats ataquen el grup, i el grup es retira al bosc de Sherwood.
Q assumeix el paper del Xèrif de Nottingham i revela a Picard que ha transformat Vash en Lady Marian i l'ha empresonat al castell de Nottingham. Picard Picard ha de rescatar Vash, ja que està condemnada a morir per traïció, tot i que Vash manipula Sir Guy de Gisbourne perquè li salvi la vida professant amor i prometent matrimoni. Picard ordena als seus oficials que es quedin al bosc, després es disfressa de  camperol i s'infiltra al castell.
Picard es retroba amb Vash pujant per una finestra, i els dos discuteixen sobre els mèrits del pla de rescat de Picard. Com que Vash es nega a marxar, Picard intenta endur-se-la. Un grup de guàrdies entra i s'apodera de Picard. Vash intenta enviar un missatge escrit a mà al comandant Riker, però és interceptat per Q, que revela la seva veritable naturalesa a Vash i la fa endur per ser executada.
A mesura que Picard i Vash s'acosten al cadals, els oficials de Picard es revelen disfressats de monjos i creen una diversió. Picard i el seu equip demostren ser uns lluitadors formidables i guanyen, i Picard mata Gisbourne en una lluita d'espases. Q retorna la tripulació i Vash a l'Enterprise, on Vash revela que marxa amb Q per explorar la galàxia. Q garanteix que Vash estarà fora de perill amb ell; Picard considera que el deute de Q està completament pagat. Picard i Vash es fan un últim petó abans que ella marxi amb Q.

## Repartiment i doblatge al català
La sèrie va ser doblada al català pels estudis Tramontana (primera part) i Soundtrack (segona part) i emesa a TV3 l’any 1991. Els dobladors de l'episodi foren:
| Personatge       | Actor/actriu     | Veu en català       |
| ---------------- | ---------------- | ------------------- |
| Jean-Luc Picard  | Patrick Stewart  | Joan Crosas         |
| William Riker    | Jonathan Frakes  | Antoni Forteza      |
| Data             | Brent Spinner    | Joaquim Sota        |
| Geordi La Forge  | LeVar Burton     | Aleix Estadella     |
| Worf             | Michael Dorn     | Enric Arquimbau     |
| Beverly Crusher  | Gates McFadden   | Aurora Garcia       |
| Deanna Troi      | Marina Sirtis    | Victòria Pagès      |
| Q                | John de Lancie   | Joan Anton Ramoneda |
| Guy de Gisbourne | Clive Revill     | Fèlix Benito        |
| Vash             | Jennifer Hetrick | Sílvia Vilarrasa    |

## Recepció
A la seva Star Trek Entertainment Weekly Collectors Edition Fall 1994, celebrant tota la franquícia «Star Trek» poc després de l'emissió del final de «Next Generation», «Entertainment Weekly» va classificar l'episodi com el vuitè pitjor de la sèrie.
Zack Handlen de The A.V. Club va donar a l'episodi una qualificació de B−−. Keith DeCandido de Tor.com li va donar una puntuació de 5 sobre 10.
El 2016, Empire va classificar aquest com el 50è millor dels 50 millors episodis de tots els més de 700 episodis de televisió de Star Trek.
"Qpido" va ser considerat el cinquè episodi més divertit de la franquícia Star Trek, segons la classificació de CBR el 2019. Destaquen una multitud de moments divertits, qualificant-lo de "episodi encantador" i lloant l'actuació de Patrick Stewart com a capità de la Federació convertit en Robin Hood, així com els diversos personatges convidats com ara Vash. Algunes de les escenes destacades són la declaració de Worf i les habilitats de tir amb arc de Troi.
CBR va qualificar la relació entre els personatges de Picard i Vash com el 12è millor romanç de Star Trek.
El 2018, Tom's Guide va classificar "Qpido" com un dels 15 millors episodis amb Picard..
El 2018, Entertainment Weekly, va classificar "Qpido" om un dels deu millors moments de Jean-Luc Picard.
Den of Geek va destacar aquest episodi per presentar elements romàntics, el 2019.
El 2019, Screen Rant va classificar "Qpido" com el vuitè episodi més divertit de Star Trek: La nova generació.

## Mitjans domèstics
Aquest episodi es va publicar amb la caixa del DVD de la quarta temporada de Star Trek: La nova generació, llançada als Estats Units el 3 de setembre de 2002.
La CBS va anunciar el 28 de setembre de 2011, en celebració del vint-i-cinquè aniversari de la sèrie, que  Star Trek: La nova generació seria completament remasteritzada en vídeo d'alta definició a partir dels negatius originals de la pel·lícula de 35 mm. Per a la remasterització, es van reescanejar i reeditar gairebé 25.000 rodets de pel·lícula original, i tots els efectes visuals es van recomposar digitalment a partir de negatius originals de gran format i preses CGI de nova creació. El llançament va anar acompanyat de DTS Master Audio 7.1. El 30 de juliol de 2013, "Qpido" es va publicar en alta definició de 1080p com a part del conjunt de Blu-ray de la temporada 4 als Estats Units. El conjunt es va llançar el 29 de juliol de 2013 al Regne Unit.